# Openwaterzwemmen
Openwaterzwemmen is de tak van wedstrijdzwemmen die plaats heeft in open water. Er wordt gezwommen in meren, rivieren en plassen. Daarnaast wordt ook in open zee gezwommen.
Nederland heeft een rijke traditie in zwemwedstrijden in het buitenwater. Sommige wedstrijden worden reeds meer dan vijftig jaar jaarlijks georganiseerd. Daarnaast heeft Nederland op het internationale vlak veel vedetten opgeleverd, zoals Hansje Bunschoten, Linda de Boer, Ton van Klooster, Herman Willemse, Judith de Nijs en Lenie de Nijs, Joke van Staveren, Ton Brouwer, Monique Wildschut, Irene van der Laan, Hans van Goor en Edith van Dijk, die op het professionele marathoncircuit furore maakten.
België heeft ook een talentvolle openwaterzwemmer, Brian Ryckeman. Hij nam deel aan de Olympische Zomerspelen 2012 in Londen.
De Nederlander Maarten van der Weijden won op 21 augustus 2008 goud op de 10 km openwaterzwemmen op de Olympische Spelen in Peking. Dit onderdeel stond toen voor het eerst op het olympische zwemprogramma.
Sharon van Rouwendaal won op 15 augustus 2016 goud op de 10 km openwaterzwemmen op de Olympische Zomerspelen in Rio de Janeiro.  Ferry Weertman won de dag erna ook goud bij de mannen. Sharon van Rouwendaal won op 8 augustus 2024 opnieuw goud op de Olympische Zomerspelen in Parijs.
Er wordt in Nederland gezwommen in drie categorieën:
Prestatietochtenafstanden vanaf 250 m voor alle categorieën inclusief deelnemers zonder startvergunning.
Langeafstandzwemmenafstanden tot en met 10 km vrije slag en schoolslag. In deze categorie is de open water competitie en zijn er Open Nationale Kampioenschappen (ONK) over de afstanden 5 en 10 km vrije slag alsmede 3 km voor senioren schoolslag, Masters vrije slag en junioren vrije slag.
Marathonzwemmenafstanden boven 10 km. Hierbinnen is geen competitie in Nederland. Er is wel een nationaal kampioenschap (NK). Dit wordt sinds 2001 om en om met de Belgische zusterbond georganiseerd.
De meeste wedstrijden zijn langeafstandszwemwedstrijden. Er zijn daarvan ruim 25 in Nederland. Een dergelijk aantal is ook in Vlaanderen te vinden. In Nederland is Hoorn als A1-locatie opgenomen op de kaart van de Olympische Hoofdstructuur voor het openwaterzwemmen. Tijdens de tweedaagse zwemwedstrijd 'Ter Rede van Hoorn' vinden in Hoorn jaarlijks de Open Nationale Kampioenschappen 10 km plaats en de Europese kampioenschapswedstrijd, de zogenaamde Len-cup.  
Sinds 1953 wordt er in het openwaterzwemmen op verschillende disciplines gestreden om de Zwemkroniek-bekers, beschikbaar gesteld door de uitgever van het voormalige bondsblad. In 1996 zijn deze bekers omgedoopt tot Open Water Bekers van de KNZB. Hiervoor worden na elke zomerseizoen klassementen opgesteld die sinds 1988 online zijn.